# Alla scoperta di mio padre
Alla scoperta di mio padre (The King and Queen of Moonlight Bay) è un film per la TV del 2003 diretto da Sam Pillsbury.

## Trama
Alison Dodge, di 17 anni, spinta dalla madre, decide di trascorrere la sua ultima estate prima di andare in collegio con suo padre che non ha mai avuto occasione di conoscere.

## Messe in onda internazionali
- Uscita negli  USA: 15 giugno 2003
- Uscita negli  Ungheria: 23 giugno 2004

In Italia il film è stato trasmesso in prima visione su Canale 5 nel 2008